# Charaxes theobaldo
Charaxes theobaldo är en fjärilsart som beskrevs av Schröder och Colin G.Treadaway 1982. Charaxes theobaldo ingår i släktet Charaxes och familjen praktfjärilar. Inga underarter finns listade i Catalogue of Life.